# Ясмин Куртич
Ясмин Куртич (словен. Jasmin Kurtić, нар. 10 січня 1989, Чрномель) — словенський футболіст, півзахисник румунського клубу «КС Університатя» (Крайова) і національної збірної Словенії.

## Клубна кар'єра
Народився 10 січня 1989 року в місті Чрномель. Вихованець футбольної школи клубу «Младост».
У дорослому футболі дебютував 2007 року виступами за команду друголігового словенського клубу «Бєла Країна», в якій провів три сезони, взявши участь у 74 матчах чемпіонату. Більшість часу, проведеного у складі «Бєла Країни», був основним гравцем команди.
Влітку 2010 року перейшов до представника елітного словенського дивізіону клубу «Гориця», у складі якого, втім, відіграв лише пів року, оскільки вже у січні 2011 перебрався до Італії, уклавши контракт на 4,5 року з «Палермо». На той час став уже четвертим словенцем у складі сицилійської команди. Відразу стати гравцем основного складу в новому клубі не зміг, натомість сезон 2011/12 провів у команді «Варезе» з Серії B.
Влітку 2012 року повернувся до «Палермо», де провів повноцінний сезон, регулярно виходячи на поле в іграх чемпіонату. Перед початком сезону 2013/14 перейшов до «Сассуоло», який саме підсилював склад перед своїм історичним дебютом у Серії A. Провівши у складі новачка вищого італійського дивізіону пів року, на початку 2014 був відданий у піврічну оренду до «Торіно».
Влітку 2014 року гравця знову віддали в оренду, цього разу до «Фіорентини», де він провів сезон 2014/15.
У червні 2015 року за 3,5 мільйона євро перейшов до «Аталанти», з якою уклав чотирирічний контракт. А через два з половиною сезони став гравцем клубу СПАЛ, спочатку на орендних правах, а згодом уклавши повноцінний контракт.
10 січня 2020 року на правах оренди з подальшим обов'язковим викупом за 3,5 мільйона євро перейшов до «Парми».

## Виступи за збірні
2009 року залучався до складу молодіжної збірної Словенії. На молодіжному рівні зіграв у 2 офіційних матчах.
2012 року дебютував в офіційних матчах у складі національної збірної Словенії. У березні 2019 року провів свою 50-ту гру у формі головної команди країни.
| Дата       | Місто                  | Господарі          | Результат | Гості                | Турнір                               | Голи | Примітки  |
| ---------- | ---------------------- | ------------------ | --------- | -------------------- | ------------------------------------ | ---- | --------- |
| 26-05-2012 | Куфштайн               | Греція             | 1 – 1     | Словенія             | товариський матч                     | 1    | 67'       |
| 15-08-2012 | Любляна                | Словенія           | 4 – 3     | Румунія              | товариський матч                     | -    | 72'       |
| 07-09-2012 | Любляна                | Словенія           | 0 – 2     | Швейцарія            | Відбір до ЧС 2014                    | -    | 80'       |
| 11-09-2012 | Осло                   | Норвегія           | 2 – 1     | Словенія             | Відбір до ЧС 2014                    | -    |           |
| 12-10-2012 | Марибор                | Словенія           | 2 – 1     | Кіпр                 | Відбір до ЧС 2014                    | -    | 56'       |
| 14-11-2012 | Скоп'є                 | Північна Македонія | 3 – 2     | Словенія             | товариський матч                     | -    | 46'       |
| 06-02-2013 | Любляна                | Словенія           | 0 – 3     | Боснія і Герцеговина | товариський матч                     | -    | 46'       |
| 22-03-2013 | Любляна                | Словенія           | 1 – 2     | Ісландія             | Відбір до ЧС 2014                    | -    |           |
| 31-05-2013 | Білефельд              | Туреччина          | 0 – 2     | Словенія             | товариський матч                     | -    |           |
| 07-06-2013 | Рейк'явік              | Ісландія           | 2 – 4     | Словенія             | Відбір до ЧС 2014                    | -    |           |
| 14-08-2013 | Турку                  | Фінляндія          | 2 – 0     | Словенія             | товариський матч                     | -    | 32' 75'   |
| 06-09-2013 | Любляна                | Словенія           | 1 – 0     | Албанія              | Відбір до ЧС 2014                    | -    | 24'       |
| 11-10-2013 | Марибор                | Словенія           | 3 – 0     | Норвегія             | Відбір до ЧС 2014                    | -    |           |
| 15-10-2013 | Берн                   | Швейцарія          | 1 – 0     | Словенія             | Відбір до ЧС 2014                    | -    |           |
| 19-11-2013 | Цельє                  | Словенія           | 1 – 0     | Канада               | товариський матч                     | -    |           |
| 05-03-2014 | Бліда                  | Алжир              | 2 – 0     | Словенія             | товариський матч                     | -    |           |
| 04-06-2014 | Монтевідео             | Уругвай            | 2 – 0     | Словенія             | товариський матч                     | -    |           |
| 07-06-2014 | Ла-Плата               | Аргентина          | 2 – 0     | Словенія             | товариський матч                     | -    |           |
| 08-09-2014 | Таллінн                | Естонія            | 1 – 0     | Словенія             | Відбір до ЧЄ 2016                    | -    |           |
| 09-10-2014 | Марибор                | Словенія           | 1 – 0     | Швейцарія            | Відбір до ЧЄ 2016                    | -    | 46'       |
| 12-10-2014 | Вільнюс                | Литва              | 0 – 2     | Словенія             | Відбір до ЧЄ 2016                    | -    |           |
| 15-11-2014 | Лондон                 | Англія             | 3 – 1     | Словенія             | Відбір до ЧЄ 2016                    | -    | 75'       |
| 18-11-2014 | Любляна                | Словенія           | 0 – 1     | Колумбія             | товариський матч                     | -    | 46'       |
| 27-3-2015  | Любляна                | Словенія           | 6 – 0     | Сан-Марино           | Відбір до ЧЄ 2016                    | -    |           |
| 14-6-2015  | Любляна                | Словенія           | 2 – 3     | Англія               | Відбір до ЧЄ 2016                    | -    | 79'       |
| 5-9-2015   | Базель                 | Швейцарія          | 3 – 2     | Словенія             | Відбір до ЧЄ 2016                    | -    |           |
| 8-9-2015   | Марибор                | Словенія           | 1 – 0     | Естонія              | Відбір до ЧЄ 2016                    | -    |           |
| 9-10-2015  | Любляна                | Словенія           | 1 – 1     | Литва                | Відбір до ЧЄ 2016                    | -    |           |
| 12-10-2015 | Серравалле             | Сан-Марино         | 0 – 2     | Словенія             | Відбір до ЧЄ 2016                    | -    | 48'       |
| 14-11-2015 | Львів                  | Україна            | 2 – 0     | Словенія             | Відбір до ЧЄ 2016                    | -    |           |
| 23-3-2016  | Копер (Словенія)       | Словенія           | 1 – 0     | Північна Македонія   | товариський матч                     | -    |           |
| 28-3-2016  | Белфаст                | Північна Ірландія  | 1 – 0     | Словенія             | товариський матч                     | -    | 46'       |
| 30-5-2016  | Мальме                 | Швеція             | 0 – 0     | Словенія             | товариський матч                     | -    | 57' — 75' |
| 5-6-2016   | Любляна                | Словенія           | 0 – 1     | Туреччина            | товариський матч                     | -    | 59'       |
| 8-10-2016  | Любляна                | Словенія           | 1 – 0     | Словаччина           | Відбір до ЧС 2018                    | -    | 72'       |
| 11-10-2016 | Любляна                | Словенія           | 0 – 0     | Англія               | Відбір до ЧС 2018                    | -    |           |
| 11-11-2016 | Та-Калі                | Мальта             | 0 – 1     | Словенія             | Відбір до ЧС 2018                    | -    |           |
| 14-11-2016 | Вроцлав                | Польща             | 1 – 1     | Словенія             | товариський матч                     | -    |           |
| 26-3-2017  | Глазго                 | Шотландія          | 1 – 0     | Словенія             | Відбір до ЧС 2018                    | -    |           |
| 10-6-2017  | Любляна                | Словенія           | 2 – 0     | Мальта               | Відбір до ЧС 2018                    | -    |           |
| 1-9-2017   | Трнава                 | Словаччина         | 1 – 0     | Словенія             | Відбір до ЧС 2018                    | -    |           |
| 4-9-2017   | Любляна                | Словенія           | 4 – 0     | Литва                | Відбір до ЧС 2018                    | -    |           |
| 8-10-2017  | Любляна                | Словенія           | 2 – 2     | Шотландія            | Відбір до ЧС 2018                    | -    |           |
| 23-3-2018  | Клагенфурт-ам-Вертерзе | Австрія            | 3 – 0     | Словенія             | товариський матч                     | -    | 46'       |
| 27-3-2018  | Любляна                | Словенія           | 0 – 2     | Білорусь             | товариський матч                     | -    |           |
| 2-6-2018   | Подгориця              | Чорногорія         | 0 – 2     | Словенія             | товариський матч                     | -    | 62'       |
| 6-9-2018   | Любляна                | Словенія           | 1 – 2     | Болгарія             | Ліга націй УЄФА 2018-2019 - 1-й етап | -    |           |
| 9-9-2018   | Нікосія                | Кіпр               | 2 – 1     | Словенія             | Ліга націй УЄФА 2018-2019 - 1-й етап | -    | 77'       |
| 21-3-2019  | Хайфа                  | Ізраїль            | 1 – 1     | Словенія             | Відбір до ЧЄ 2020                    | -    |           |
| 24-3-2019  | Любляна                | Словенія           | 1 – 1     | Північна Македонія   | Відбір до ЧЄ 2020                    | -    |           |
| 7-6-2019   | Відень                 | Австрія            | 1 – 0     | Словенія             | Відбір до ЧЄ 2020                    | -    |           |
| 10-6-2019  | Рига                   | Латвія             | 0 – 5     | Словенія             | Відбір до ЧЄ 2020                    | -    |           |
| 6-9-2019   | Любляна                | Словенія           | 2 – 0     | Польща               | Відбір до ЧЄ 2020                    | -    |           |
| 9-9-2019   | Любляна                | Словенія           | 3 – 2     | Ізраїль              | Відбір до ЧЄ 2020                    | -    |           |
| 10-10-2019 | Скоп'є                 | Північна Македонія | 2 – 1     | Словенія             | Відбір до ЧЄ 2020                    | -    | 43'       |
| 13-10-2019 | Любляна                | Словенія           | 0 – 1     | Австрія              | Відбір до ЧЄ 2020                    | -    |           |
| 16-11-2019 | Любляна                | Словенія           | 1 – 0     | Латвія               | Відбір до ЧЄ 2020                    | -    |           |
| 19-11-2019 | Варшава                | Польща             | 3 – 2     | Словенія             | Відбір до ЧЄ 2020                    | -    | 2', 86'   |
| 6-9-2020   | Любляна                | Словенія           | 1 – 0     | Молдова              | Ліга націй УЄФА 2020-2021 - 1-й етап | -    |           |
| 7-10-2020  | Любляна                | Словенія           | 4 – 0     | Сан-Марино           | товариський матч                     | -    | 59'       |
| 11-10-2020 | Приштина               | Косово             | 0 – 1     | Словенія             | Ліга націй УЄФА 2020-2021 - 1-й етап | -    |           |
| Усього     |                        | Матчів             | 61        |                      | Голів                                | 1    |           |